# Phymatostetha subliterata
Phymatostetha subliterata är en insektsart som beskrevs av Jacobi 1921. Phymatostetha subliterata ingår i släktet Phymatostetha och familjen spottstritar. Inga underarter finns listade i Catalogue of Life.